# Contea di Bourke
La contea di Bourke è una Local Government Area che si trova nel Nuovo Galles del Sud. Essa si estende su una superficie di 41.679 chilometri quadrati e ha una popolazione di 3.079 abitanti. La sede del consiglio si trova a Bourke.